# 2024年巴黎大师赛
2024年劳力士巴黎大师赛（Rolex Paris Masters），即第52届巴黎大师赛，于2024年10月28日-11月3日在法国巴黎雅高體育館的室内硬地网球场进行。巴黎大师赛是赛季最后一项ATP1000大师赛，为单打56签的单周大师赛。这将是巴黎大师赛最后一次在雅高体育馆举行，从2025年起將移師到巴黎拉德芳斯體育館。
亚历山大·兹韦列夫在决赛中战胜了本土选手于戈·安贝尔赢得单打冠军，兹韦列夫夫成为继鲍里斯·贝克尔之后第二位在巴黎获胜的德国人，这是他今年的第2个，总计第7个大师赛冠军，也是职业生涯第23个ATP巡回赛冠军。安贝尔则是首次参加ATP大师赛决赛，是自2011年的若-威尔弗里德·特松加以来首次进入该站赛事的法国本土球员。
卫斯理·库尔霍夫和尼克拉·梅克蒂奇获得双打冠军，这是他们本赛季第5个ATP巡回赛冠军，也是第3个大师赛冠军。他们在本周没有丢一盘夺冠。
圣地亚哥·冈萨雷斯和爱德华·罗歇-瓦瑟兰是双打卫冕冠军，但在第二轮输给了马克斯·普塞尔和乔丹·汤普森。
随着马塞洛·阿雷瓦洛和马特·帕维奇在第二轮失利后，马塞尔·格拉诺勒斯和奥拉西奥·塞瓦略斯保住了ATP双打世界第一。

## 比赛结果
| 项目 | 冠军                            | 亚军                            | 比分             |
| ---- | ------------------------------- | ------------------------------- | ---------------- |
| 单打 | 亞歷山大·茲韋列夫               | 于戈·安貝爾                       | 6–2, 6–2         |
| 双打 | 衛斯理·庫爾霍夫 尼克拉·梅克蒂奇 | 勞埃德·格拉斯普爾 亞當·帕拉塞卡 | 3–6, 6–3, [10–5] |

## 单打比赛

### 其他途径参赛选手
外卡：
- 里夏尔·加斯凯
- 阿德里安·曼纳里诺
- 乔瓦尼·姆佩奇·佩里卡尔
- 阿蒂尔·林德克内希

排名保护：
- 巴勃罗·卡雷尼奥·布斯塔（退賽）
- 马林·西里奇

资格赛：
- 亚历杭德罗·达维多维奇·福基纳（退賽）
- 法比奥·福尼尼
- 马科斯·吉隆
- 康坦·阿利斯
- 科朗坦·穆泰
- 商竣程
- 洛倫佐·索內戈

退赛：
- 诺瓦克·德约科维奇 → 被替补为  亚历克斯·米切尔森
- 塞巴斯蒂安·科达 → 被替补为  马泰奥·贝雷蒂尼
- 费利克斯·奥热-阿利亚西姆 → 被替补为  罗伯托·卡瓦列斯·巴埃纳（幸运落败者）
- 亚历杭德罗·达维多维奇·福基纳 → 被替补为  米奧米爾·凱茨曼諾維奇（幸運落敗者）
- 弗拉維奧·科博利 → 被替补为  齊祖·貝格斯（幸運落敗者）
- 巴勃羅·卡雷尼奧·布斯塔 → 被替補為  克里斯托弗·奧康奈爾（幸運落敗者）
- 揚尼克·辛納 → 被替補為  阿蒂爾·卡佐（幸運落敗者）

## 双打比赛

### 种子选手
| 协会     | 球员              | 协会   | 球员              | 综合排名 | 种子号 | 成绩   |
| -------- | ----------------- | ------ | ----------------- | -------- | ------ | ------ |
| 西班牙   | 马塞尔·格拉诺勒斯 | 阿根廷 | 奥拉西奥·塞瓦略斯 | 2        | 1      | 第二輪 |
| 薩爾瓦多 | 马塞洛·阿雷瓦洛   |        | 马特·帕维奇       | 7        | 2      | 第二輪 |
| 印度     | 罗翰·波柏纳       |        | 马修·伊布登       | 15       | 3      | 八強   |
|          | 马克斯·普塞尔     |        | 乔丹·汤普森       | 15       | 4      | 四強   |
| 義大利   | 西莫内·博莱利     | 義大利 | 安德烈亚·瓦瓦索里 | 15       | 5      | 第二輪 |
| 荷蘭     | 卫斯理·库尔霍夫   |        | 尼克拉·梅克蒂奇   | 28       | 6      | 冠軍   |
| 德国     | 凯文·克拉维茨     | 德国   | 提姆·普特兹       | 32       | 7      | 退赛   |
| 芬兰     | 哈里·海利厄瓦拉   | 英國   | 亨利·帕特恩       | 32       | 8      | 八強   |

- 所有种子选手都轮空进入第二轮。参考2024年10月21日排名。

### 其他途径参赛选手
外卡：
- 萨迪奥·敦比亚 /  法比安·勒布尔
- 阿蒂尔·菲斯 /  乔瓦尼·姆佩奇·佩里卡尔

排名保护：
- 马林·西里奇 /  伊万·多迪格
- 巴勃羅·卡雷尼奧·布斯塔 /  佩德羅·馬丁內斯（退賽）

退赛：
- 托馬什·馬哈奇 /  卡斯珀·魯德 → 被替補為   弗朗西斯科·塞倫多洛 /  托馬斯·馬丁·埃切韋里
- 巴勃羅·卡雷尼奧·布斯塔 /  佩德羅·馬丁內斯 → 被替補為  勞埃德·格拉斯普爾 /  亞當·帕拉塞卡
- 凯文·克拉维茨 /  提姆·普特兹 → 被替补为  阿列尔·贝阿尔 /  罗伯特·加洛韦
- 亞歷山大·巴伯里克 /  卡倫·哈查諾夫 → 被替補為  傑米·穆雷 /  約翰·皮爾斯

### 决赛阶段签表
|  | 半决赛 | 半决赛                          | 半决赛                          | 半决赛 | 半决赛 |     |                                 | 决赛 | 决赛 | 决赛 | 决赛 | 决赛 |
|  |        |                                 |                                 |        |        |     |                                 |      |      |      |      |      |
|  |        | 尼爾·斯庫普斯基 邁克爾·維納斯   | 2                               | 4      |        |     |                                 |      |      |      |      |      |
|  | 6      | 衛斯理·庫爾霍夫 尼克拉·梅克蒂奇 | 6                               | 6      |        |     |                                 |      |      |      |      |      |
|  | 6      | 衛斯理·庫爾霍夫 尼克拉·梅克蒂奇 | 6                               | 6      |        | 6   | 卫斯理·库尔霍夫 尼克拉·梅克蒂奇 | 3    | 6    | [10] |      |      |
|  |        |                                 |                                 |        |        | 6   | 卫斯理·库尔霍夫 尼克拉·梅克蒂奇 | 3    | 6    | [10] |      |      |
|  |        | Alt                             | 勞埃德·格拉斯普爾 亞當·帕拉塞卡 | 6      | 3      | [5] |                                 |      |      |      |      |      |
|  | 4      | Alt                             | 勞埃德·格拉斯普爾 亞當·帕拉塞卡 | 6      | 3      | [5] | 馬克斯·普塞爾 喬丹·湯普森       | 3    | 4    |      |      |      |
|  | 4      |                                 |                                 |        |        |     | 馬克斯·普塞爾 喬丹·湯普森       | 3    | 4    |      |      |      |
|  | Alt    | 勞埃德·格拉斯普爾 亞當·帕拉塞卡 | 6                               | 6      |        |     |                                 |      |      |      |      |      |